# Donje Prekrižje
 Donje Prekrižje  falu Horvátországban Zágráb megyében. Közigazgatásilag Krašićhoz tartozik.

## Fekvése
Zágrábtól 42 km-re délnyugatra, községközpontjától 4 km-re északnyugatra a Zsumberki-hegységben fekszik. 

## Története
A falunak 1857-ben 128, 1910-ben 209 lakosa volt. Trianon előtt Zágráb vármegye Jaskai járásához tartozott. 2001-ben 63 lakosa volt. 

## Lakosság
| Lakosság változása | Lakosság változása | Lakosság változása | Lakosság változása | Lakosság változása | Lakosság változása | Lakosság változása | Lakosság változása | Lakosság változása | Lakosság változása | Lakosság változása | Lakosság változása | Lakosság változása | Lakosság változása | Lakosság változása |
| ------------------ | ------------------ | ------------------ | ------------------ | ------------------ | ------------------ | ------------------ | ------------------ | ------------------ | ------------------ | ------------------ | ------------------ | ------------------ | ------------------ | ------------------ |
| 1857               | 1869               | 1880               | 1890               | 1900               | 1910               | 1921               | 1931               | 1948               | 1953               | 1961               | 1971               | 1981               | 1991               | 2001               |
| 128                | 133                | 143                | 151                | 166                | 209                | 176                | 187                | 181                | 166                | 139                | 123                | 103                | 82                 | 63                 |

## Külső hivatkozások
Krašić hivatalos oldala